# Vicia oroboides
Vicia oroboides — вид квіткових рослин з родини бобових (Fabaceae). Ареал: Австрія, Угорщина, Італія, Словенія, Хорватія.

## Морфологічний опис
Це багаторічна рослина, яка часто росте випростано, заввишки приблизно до 50 сантиметрів, з ребристим, іноді дрібно запушеним стеблом. Чергове, короткочерешкове листя парноперисте, зазвичай з однією-трьома парами листочків, без вусиків. Короткочерешкові, цілокраї, війчасті листочки більш-менш яйцеподібні або еліптичні, 4–8 см завдовжки та 1,5–4,5 см завширшки, тупі або загострені або хвостаті, часто з колючим кінчиком. Вони мають перисте жилкування та злегка запушені зверху. Невеликі прилистки мають довжину 3–7 мм.
Квіти на короткій ніжці зібрані в пазушні, короткі, переважно дво--восьмиквіткові суцвіття. Двостатеві пониклі квітки з подвійною оцвітиною мають приблизно 14–19 мм завдовжки та 1–2 см у діаметрі. Гола чашечка має вузькі, загострені, часто відігнуті кінчики. Пелюстки світло-жовті або блідо-жовті, потім коричнювато-фіолетові та коричнюваті. Тильна сторона прапорця має блакитний або пурпуровий відтінок. Човноподібна частка має червонуватий або зеленуватий кінчик. Запилення зазвичай здійснюється комахами. Голі, чорнуваті, видовжені, багатонасінні стручки злегка опухлі та мають дзьоб, приблизно від 3 до 5 см завдовжки та від 6,5 до 9 мм завширшки. Приблизно 6 коричневих насінин круглі.

## Середовище
Зростає на висотах від 150 до 1400 метрів. Росте на пасовищах і в лісах на схилах пагорбів і гір, де цвіте з травня по вересень. Це відносно поширений вид, що зустрічається в досить широкому ареалі, і, схоже, немає серйозних загроз для його популяцій.

## Використання
Вид може випасатися дикими та одомашненими видами на лісових узліссях, де він зустрічається в природі. Є потенційним донором генів для бобових.